# Unterseeboot 534

L'Unterseeboot 534 (ou U-534) est un sous-marin allemand utilisé par la Kriegsmarine pendant la Seconde Guerre mondiale et coulé en 1945. Renfloué en 1993, il est aujourd'hui exposé en Angleterre, à Birkenhead, le long de la Mersey (en face de Liverpool).

## Historique
Après sa période de formation et d'entraînement à Stettin dans la 4. Unterseebootsflottille jusqu'au 31 mai 1943, l'U-534 est affecté à une unité de combat à la base sous-marine de Lorient, dans la 2. Unterseebootsflottille. Devant l'avancée des forces alliées en France, il rejoint à partir du 1er novembre 1944 la 33. Unterseebootsflottille à Flensbourg en Allemagne.

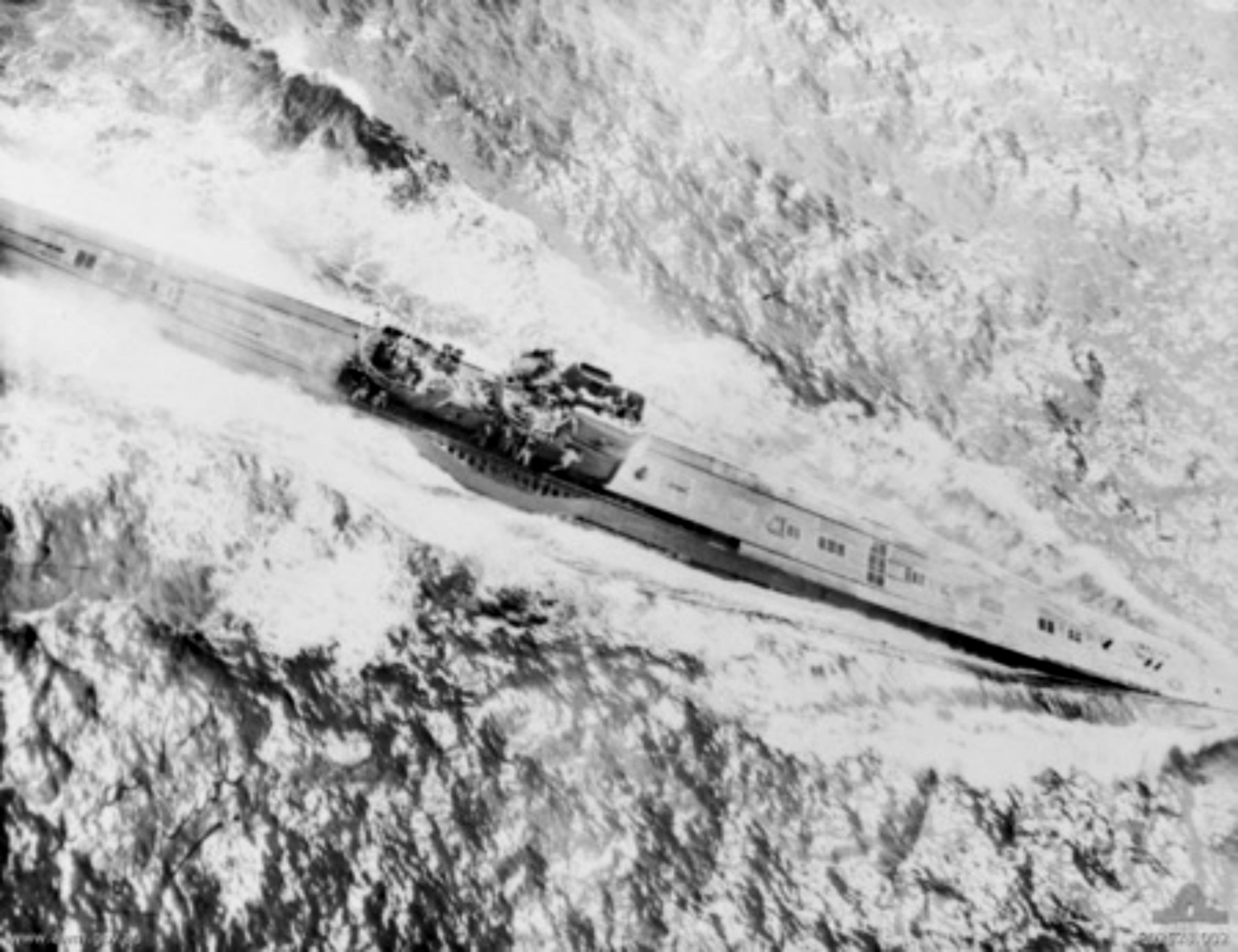
L'U-534 attaqué le 5 mai 1945.

Il est coulé le 5 mai 1945 dans le Cattégat au nord-ouest d'Elseneur au Danemark, à la position géographique de 56° 39′ N, 11° 48′ E, par 10 charges de profondeur lancées d'un avion britannique Consolidated B-24 Liberator de l'escadrille Sqdn 86/G. Il y a trois morts et 49 survivants parmi les hommes d'équipage.
En 1993 le millionnaire danois Karsten Ree (da) finance le renflouage du sous-marin attirant l'attention des médias avec la rumeur d'or nazi qui se trouverait dans l'U-Boot. L'espoir de trésor en or disparaît : car l'U-Boot ne contenait rien de notable. En 1996, il est transporté à Birkenhead au Royaume-Uni pour intégrer la collection du Warship Preservation Trust (en) sur les quais de Birkenhead.
Le musée a fermé le 5 février 2006. Le 27 juin 2007, l'autorité des transports publics du Merseyside (Merseytravel (en)) annonce qu'elle acquiert l'U-Boot avec le projet de le couper en trois sections, pour le présenter au terminal de Ferry de Woodside (en).
Le 21 octobre 2007, Merseytravel annonce que l'U-Boot sera finalement coupé en quatre tronçons pour faciliter son transport vers son nouveau site. Il sera présenté sous cette forme pour permettre aux visiteurs un meilleur accès et une meilleure visibilité. Merseytravel a déclaré que la préservation de la coque intacte aurait créé des frais de transport prohibitifs.
Le 6 février 2008, une équipe de techniciens commence le découpage de l'U-Boot, l'opération devant durer un mois. À partir du 10 mars, les sections, chacune pesant près de 240 tonnes, sont déplacées individuellement grâce à une grue flottante. La nouvelle présentation du sous-marin a ouvert le 10 février 2009.

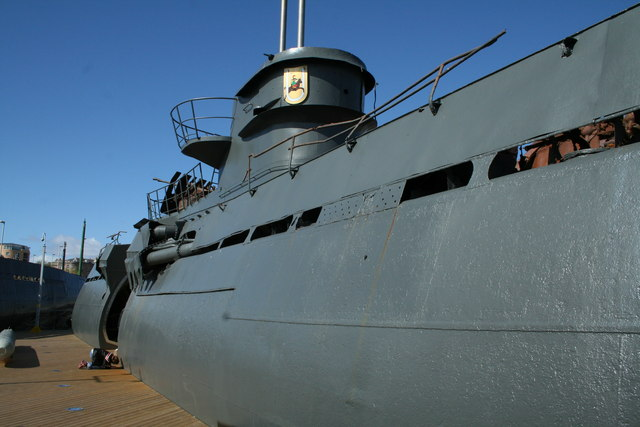
Présentation des tronçons de l'U-534 (2009).

## Affectations successives
- 4. Unterseebootsflottille du 23 décembre 1942 au 31 mai 1943
- 2. Unterseebootsflottille du 1er juin 1943 au 31 octobre 1944
- 33. Unterseebootsflottille du 1er novembre 1944 au 5 mai 1945

## Commandement
- Oberleutnant, puis Kapitänleutnant Herbert Nollau du 23 décembre 1942 au 5 mai 1945

## Navires coulés
L'U-534 n'a, ni coulé, ni endommagé de navire au cours des 3 patrouilles qu'il a effectuées.

## Sources
- (en) Cet article est partiellement ou en totalité issu de l’article de Wikipédia en anglais intitulé « German submarine U-534 » (voir la liste des auteurs).
- (en) U-534 sur Uboat.net
- (en) « Sauvegarde de l'U-534 »(Archive.org • Wikiwix • Archive.is • Google • Que faire ?) (consulté le 4 septembre 2017)